# Bruce Johnstone
Pour les articles homonymes, voir Johnstone.
Pas d'image ? Cliquez ici
Bruce Johnstone est un pilote automobile sud-africain né le 30 janvier 1937 à Durban et mort le 3 mars 2022 au Cap. Il est notamment connu pour avoir participé au Grand Prix automobile d'Afrique du Sud 1962.

## Carrière
La carrière de Bruce Johnstone commence à la fin des années 1950 en Afrique du Sud. Il participe à de nombreuses courses de voitures de tourisme et d'endurance automobile au volant de sa Volvo PV544, remportant notamment les 6 heures de Pietmaritzburg en 1960. Il participe également à quelques courses de Formule Libre sur une Cooper T43 à moteur Alfa Romeo, avec comme meilleur résultat une sixième place au Grand Prix d'Afrique du Sud.
L'année suivante, il poursuit en monoplace au volant de la même voiture et termine deuxième du championnat avec deux victoires, luttant jusqu'à la dernière course pour le titre contre Syd van der Vyver. Une crevaison l'empêche de terminer cette course et de remporter le championnat.
En 1962, il pilote la Cooper T56 du Yeoman Credit ; sa saison est courte puisque, dès le Grand Prix automobile du Natal, il s'accidente lors des essais libres et sa voiture n'est pas réparable.
Il s'exile au Royaume-Uni comme mécanicien pour l'écurie BRM et participe également à quelques courses d'endurance, comme les 1000 kilomètres du Nürburgring où il termine premier de sa catégorie (huitième au général) sur une Lotus 23 partagée avec Peter Ashdown.

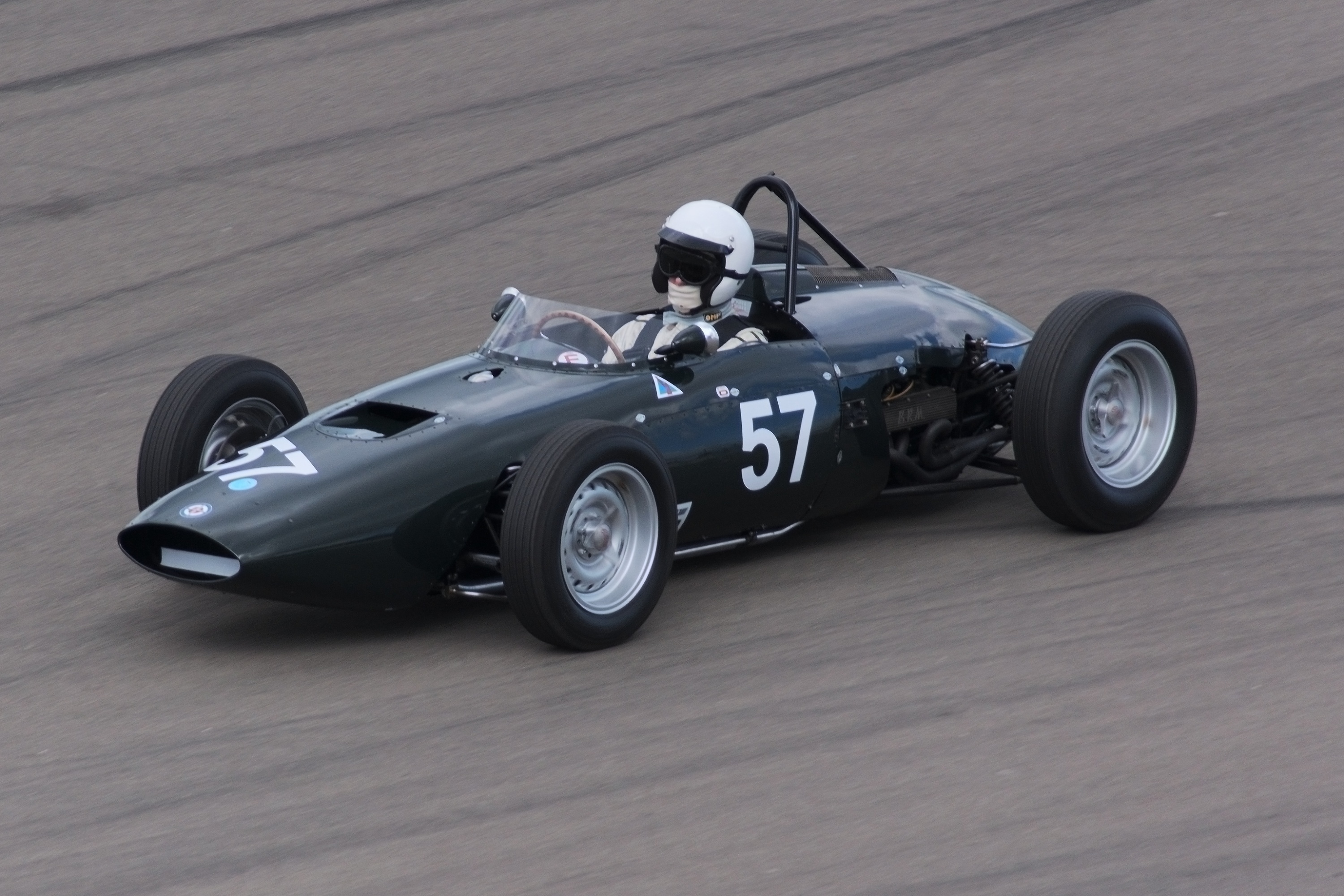
Une BRM P57 similaire à celle que Bruce Johnstone pilote.

Il est engagé sur la troisième P57 d'usine lors de l'International Gold Cup à Oulton Park et rallie l'arrivée en quatrième position. Fort de ce résultat, BRM lui confie une P48/57 pour les courses de fin d'année en Afrique du Sud. Il réalise une belle performance au Grand Prix du Natal en menant une bonne partie de la première manche devant Jim Clark et en finissant deuxième ; il abandonne lors de la seconde manche. En attendant sa prochaine course de Formule 1, Bruce Johnstone remporte les 9 heures de Kyalami au volant d'une Ferrari 250 GTO partagée avec David Piper.
Il s'inscrit ensuite au Grand Prix automobile d'Afrique du Sud 1962 comptant pour le championnat du monde de Formule 1. Qualifié dix-septième et dernier sans avoir pu effectuer de tour rapide. Il rallie l'arrivée neuvième et dernier des pilotes classés. À l'issue de ce Grand Prix, Bruce Johnstone met un terme à sa carrière de pilote automobile et devient importateur de motos Yamaha et consultant en sponsoring dans le sport automobile dans son pays natal, au Cap,.

## Résultats en championnat du monde de Formule 1
| Saison | Écurie | Châssis    | Moteur | Courses | Victoires | Podiums | Pole positions | Meilleurs tours | Points | Classement |
| ------ | ------ | ---------- | ------ | ------- | --------- | ------- | -------------- | --------------- | ------ | ---------- |
| 1962   | Privé  | BRM P48/57 | BRM V8 | 1       | 0         | 0       | 0              | 0               | 0      | Nc.        |

## Palmarès
- Victoire aux 1000 kilomètres du Nüburgring 1962 en catégorie Sport 1 000 cm3[5].
- Victoire au général aux 9 heures de Kyalami 1962.